# Anascaphites
Anascaphites – rodzaj głowonogów z podgromady amonitów.
Żył w okresie kredy (koniak).